# Milan Zaoral
Milan Zaoral (5. května 1926 Olomouc – 4. ledna 2011 Praha) byl český vědec, zakladatel oboru chemie peptidů v Československu a objevitel desmopresinu. Zajímal se o strukturu a funkci peptidových hormonů.

## Život
V roce 1949 promoval na Vysoké škole chemicko-technologické v Praze cum laude. V roce 1955 získal titul CSc.
Od roku 1949 do roku 1989 pracoval jako vědecký pracovník Ústavu organické chemie a biochemie Československé akademie věd. V letech 1966 a 1967 pobýval na pracovištích v Oxfordu a New Yorku. Dr. Zaoral pracoval na Rockefellerově Univerzitě v New Yorku v laboratoři Prof. Merrifielda - nositele Nobelovy ceny. V roce 1968 obhájil „velký doktorát“ (DrSc.). 

## Dílo
V polovině 60. let 20. století se tehdejší laboratoř Peptidy II Ústavu organické chemie a biochemie Československé akademie věd v Praze (ÚOCHB ČSAV) zabývala výzkumem vztahů mezi chemickou strukturou vasopresinů a jejich biologickými účinky. Práce byla zaměřena na přípravu látek s co nejvyšším a co nejčistším AD (cit.1).
Objev Desmopressinu byl zvláště oceněn WHO. Byl zařazen mezi 15 nejvýznamnějších léčiv 20. století. Dr. Zaoral publikoval více než 150 vědeckých prací a patentů a byl vyznamenán dvěma státními cenami (1956 a 1981) za vynikající výsledky v oboru peptidů. Dostal také v roce 1986 zlatou medaili Heyrovského. 
V roce 1971 byla licence na výrobu DDAVP (desmopresin) prodána švédské firmě Ferring AB, Malmö. Ta stimulovala a podporovala klinický výzkum, organizovala konference, sympozia atd. Produkce DDAVP měla u této firmy stále rostoucí tendenci. Jeho roční výroba se ve 2. desetiletí 21. století odhadovala na 30 až 40 kg.